# Pančava (Jihlava)
Pančava je katastrální území a základní sídelní jednotka města Jihlava v okrese Jihlava. Má výměru 170,5 ha.

## Poloha
Leží na jižním okraji města. Obklopuje ji ze západu Sasov, z východu Kosov a na jihu hraničí s Puklicemi. Západní hranici katastru tvoří silnice II. třídy č. 405, tu kříží místní komunikace vedoucí ze Sasova do Kosova. Územím protéká bezejmenný potok se třemi rybníčky, do něhož se vlévá další nepojmenovaný vodní tok. Na severním okraji Pančavy se pak vlévá do říčky Jihlávky.

## Historie
Na přelomu 17. a 18. století město Jihlava přikoupilo Pančavu. V letech 1869-1890 osada pod názvem Waldhaus Handlových Dvorů, poté se stala součástí města Jihlava a jako osada se již neuvádí.

## Obyvatelstvo
V roce 2001 zde žilo 12 obyvatel, o deset let později 9.

## Hospodářství
Nachází se zde stejnojmenný hostinec.